# Вибрационная связь
Вибрационная связь — химическая связь, возникающая между двумя атомами, находящимися в очень высоких энергетических состояниях и имеющими значительную разницу в размере (например, атомы брома и водорода). Вибрационные связи имеют короткое время существования, обычно длительное несколько миллисекунд. Несмотря на их кратковременность, они вносят значительный вклад в химические свойства вещества, влияя на скорость химических реакций. Вибрационные связи могут быть обнаружены с использованием методов аналитической химии.

## История
Вибрационные связи были математически предсказаны почти за 30 лет до того момента, когда их существование было экспериментально подтверждено.
Исходные теоретические расчеты были проведены О. К. Клэри и Ж. Н. Л Коннором в начале 1980-х годов - вместе они предположили, что очень большие и малые атомы при высоких энергетических состояниях могут создать и стабилизировать временные связи в течение очень короткого периода времени. Вибрационная связь слабее всех известных в настоящий момент связей, таких как ионные или ковалентные связи.
Дж. Манцу и его команда через год подтвердили расчеты О. К. Клэри и Ж. Н. Л Коннора, отметив, что колебательные связи наиболее вероятны при симметричных реакциях, но не исключая, что колебательные связи также могут быть возможны с асимметричными реакциями. Члены команды Манцу объяснили, что, хотя теория колебательной связи оправдалась, они нашли некоторые несоответствия с классической моделью и обнаружили, что симметричные реакции показывают резонанс только в определенных переходных состояниях. Однако классические модели до сих пор было бы целесообразно использовать для прогнозирования колебательных связей.
В 1989 году Дональд Флеминг заметил, что реакция между бромом и мюонием со временем замедляется, а температура увеличивается. Этот феномен известен как «колебательные связи» и в 2014 году к ним снова  привлек внимание Дональда Флеминга. В 1989 году технологии, чтобы собрать достаточно данных о реакции, не существовало, и Дональд Флеминг и его команда приостановили эти исследования.

## Открытие
Дональд Флеминг и его команда совсем недавно начали собственное исследование колебательных связей, и, как они ожидали от результатов своих экспериментов в 1989 году, BrLBr реакция замедляется при высоких температурах, сейчас с использованием современных инструментальных методов анализа с фотоэлектронной спектроскопией вибрационная связь была обнаружена, но длилась всего несколько миллисекунд. Вибрационные связи действовали иначе, чем Ван-дер-Ваальсовые силы реакции, потому что энергия была сбалансирована по-разному. Эксперименты по обнаружению нового вида связей проведены в 2012 году. В этих экспериментах было получено соединение BrMauBr. Дональд Флеминг предположил , что соединение связано вибрационно.
30 января 2015 года результаты исследований были опубликованы 

## Связь
В химии известно, что повышение температуры увеличивает скорость реакции или эксперимента, однако вибрационные связи не образуются как ковалентный связи, где электроны являются общими между двумя атомами соединения. Вибрационные связи создаются при высокой энергии, где мюоний отскакивает от атомов брома, «как шарик для пинг-понга, прыгающий между двух шаров для боулинга», по словам Дональда Флеминга. Это прыгающее действие понижает потенциальную энергию BrMuBr молекулы и, следовательно, замедляет скорость реакции.
Данный вид связей был подтвержден не только в молекулах BrMuBr, но и в более тяжелых изотопах водорода (протия, дейтерия и трития).

## Актуальность
Это открытие меняет понимание химических связей, Ван-дер-Ваальсовых взаимодействий, и недавно обнаруженные колебательные связи показывают, что существуют различные механизмы и энергии для различных связей, и экспериментальное обнаружение колебательных связей имеет потенциал, чтобы стимулировать дополнительные исследования в области изотопного взаимодействия.